# Tommaso Benvenuti
Tommaso Benvenuti (Vittorio Veneto, 12 desembre 1990) és un jugador de rugbi a 15 de l'USAP de Perpinyà.

## Carrera
- 2009-2013: Benetton Rugby Treviso
- 2013 -: USAP de Perpinyà
- Selecció d'Itàlia : primera selecció el 13 de novembre de 2010 contra Argentina

## Palmarès

### Club
- Guanyador del campionat italià en 2010

### Equip nacional
- 28 caps des de 2010, i 20 punts(4 assaigs)
- Selecció: 3 anys en 2010, 9 en 2011, 11 en 2012, 5 en 2013
- Partits jugats en el Torneig de les Sis Nacions: 2011, 2012, 2013
- Copa del Món de Rugbi: 2011 (4 partits, 2 assaigs)